# Pekesse
Pékesse est un village du Sénégal situé à l'ouest du pays. C'est le chef-lieu de la communauté rurale de Pékèsse, dans l'arrondissement de Mérina Dakhar, le département de Tivaouane et la région de Thiès.

## Géographie
Le village se trouve à 7 km de Gatty Ngaraf.

## Population
Lors du dernier recensement (2002), la localité comptait 1 809 habitants et 206 ménages.